# Modiolicola gracilis
Modiolicola gracilis is een eenoogkreeftjessoort uit de familie van de Lichomolgidae. De wetenschappelijke naam van de soort is voor het eerst geldig gepubliceerd in 1935 door Wilson C.B..